# Holzkirchen (Würzburg)
Holzkirchen è un comune tedesco di 948 abitanti, situato nel land della Baviera.